# Cascades de la Levada Nova da Ponta do Sol
Les cascades de la Levada Nova da Ponta do Sol són unes cascades que es troben a l'Horta Lombada, Ponta do Sol, Illa de Madeira, Portugal.
Es caracteritzen per estar situades en una zona de naturalesa pura on encara no s'ha notat la influència de l'home. Aquestes cascada dona lloc a la riera del mateix nom i està inclosa en un camí de vianants que s'estén per la zona de la Levada Nova i permet una observació de la flora endèmica de l'illa de Madeira típica de Macaronèsia.
Una part de les aigües d'aquesta cascada donen lloc a un llac.